# Григорьевка (Кулундинский район)
Григорьевка — упразднённое село в Кулундинском районе Алтайского края. Упразднено в 1953 году, население переселено в село Ананьевка.

## География
Село располагалось в 4 км к северо-западу от села Ананьевка.

## История
Основано в 1912 году, немцами переселенцами из Причерноморья. До 1917 года менонитское село Златополинской волости Барнаульского уезда Томской губернии. Меннонитская община Пашня. После революции в составе Ананьевского сельсовета. В 1931 году организован колхоз имени Павлова. С 1950 года отделение колхоза им. Г. Маленкова. В 1953 году жители переселены на центральную усадьбу в село Ананьевка.

## Население[1]
| год     | 1926 |
| ------- | ---- |
| человек | 171  |